# Асоціація регіонального співробітництва Південної Азії
Асоціація регіонального співробітництва Південної Азії (АРСПА, англ. South Asian Association for Regional Cooperation — SAARC) — економіко-політична організація восьми країн Південної Азії. За чисельністю населення є найбільшою регіональною організацією, нараховує близько 1,6 млрд жителів. Утворена в грудні 1985 року для забезпечення співробітництва в соціально-економічній галузі державами Бангладеш, Бутан, Мальдіви, Непал, Пакистан, Індія і Шрі-Ланка. У квітні 2007 року на 14-му саміті АРСПА як 8-й учасник до організації приєднався Афганістан. Нині штаб-квартира організації розташована в Катманду (Непал). Станом на 2019 рік SAARC охоплює 3 % світової площі, 21 % населення світу та 4,21 % (3,67 трлн дол. США) світової економіки.

## Генеральні секретарі
| Абул Хасан            | 1985—1989 |
| Кант Кишор Бхаргава   | 1989—1991 |
| Ібрагім Хусейн Закі   | 1992—1993 |
| Ядав Кант Сілвал      | 1994—1995 |
| Наїм У. Гасан         | 1996—1998 |
| Ніхал Родріго         | 1999—2002 |
| К. A. M. A. Рахім     | 2002—2005 |
| Ченкьяб Дорджі        | 2005—2008 |
| Шив Кант Шарма        | 2008—2011 |
| Фасімат Діяна Саїд    | 2011—2012 |
| Ахмед Салім           | 2012—2014 |
| Арджун Бахадур Тапа   | 2014—2017 |
| Амджад Хусейн Б. Сіал | 2017—2020 |
| Есала Руван Віракун   | 2020—     |

## Саміти АРСПА
| Номер | Дата          | Країна    | Місто     | Лідер                            |
| ----- | ------------- | --------- | --------- | -------------------------------- |
| 1     | 7—8.12.1985   | Бангладеш | Дока      | Атаур Хан                        |
| 2     | 16—17.11.1986 | Індія     | Бангалор  | Раджив Ганді                     |
| 3     | 2—4.11.1987   | Непал     | Катманду  | Марич Ман Сингх Шрестха          |
| 4     | 29—31.12.1988 | Пакистан  | Ісламабад | Беназір Бхутто                   |
| 5     | 21—23.11.1990 | Мальдіви  | Мале      | Момун Абдул Гаюм                 |
| 6     | 21.12.1991    | Шрі-Ланка | Коломбо   | Ранасінгхе Премадаса             |
| 7     | 10—11.04.1993 | Бангладеш | Дока      | Халеда Зіа                       |
| 8     | 2—4.05.1995   | Індія     | Делі      | Памулапарті Венкат Нарасімха Рао |
| 9     | 12—14.05.1997 | Мальдіви  | Мале      | Момун Абдул Гаюм                 |
| 10    | 29—31.06.1998 | Шрі-Ланка | Коломбо   | Чандріка Кумаратунга             |
| 11    | 4—6.01.2002   | Непал     | Катманду  | Шер Бахадур Деуба                |
| 12    | 2—6.01.2004   | Пакистан  | Ісламабад | Зафарулла Хан Джамалі            |
| 13    | 12—13.11.2005 | Бангладеш | Дока      | Халеда Зіа                       |
| 14    | 3—4.04.2007   | Індія     | Делі      | Манмоган Сінґх                   |
| 15    | 1—3.08.2008   | Шрі-Ланка | Коломбо   | Махінда Раджапаксе               |
| 16    | 28—29.04.2010 | Бутан     | Тхімпху   | Джігме Тінлей                    |
| 17    | 10—11.10.2011 | Мальдіви  | Адду      | Мохамед Нашид                    |
| 18    | 26—27.11.2014 | Непал     | Катманду  | Сушил Койрала                    |
| 19    | 15—16.11.2016 | Пакистан  | Ісламабад | Скасовано                        |